# Ламбада
Ламба́да (порт. lambada) — музыкальный стиль и танец, возникший в 1970-х годах на севере Бразилии в штате Пара. Широкую популярность во всём мире получил в конце 1980-х — начале 1990-х годов.
Слово lambada означает «сильный шлепок» или «удар» на португальском языке.

## История
В основе танцевального стиля ламбада лежат движения танца каримбо индейцев Амазонии. Также в числе предков ламбады можно назвать такие танцы, как машиши и форро. Местом рождения ламбады называют бразильский город Порту-Сегуру. Название lambada происходит из португальского языка. На бразильских радиостанциях так называли просто популярные танцевальные мелодии, «шлягеры». Со временем название «ламбада» потеснило название «каримбо», а танец претерпел некоторые изменения.
В конце 1980-х годов французский продюсер Оливье Ламот посетил Порту-Сегуру, побывал на местном карнавале и загорелся идеей привезти танец в Европу. Во Франции он сформировал поп-группу Kaoma, состоявшую из темнокожих выходцев из Южной Америки. В 1989 году Kaoma с новой солисткой Лалвой Брасс записала песню «Lambada». Текст и музыка были позаимствованы из песни «Llorando se fue» боливийской группы Los Kjarkas (1981), что даже привело к судебному иску против Kaoma, в результате которого группа Kaoma была вынуждена возместить убытки группе Los Kjarkas. «Lambada» стала хитом по обе стороны океана, и по сей день слово «ламбада» в основном ассоциируется с этой мелодией. Танец мгновенно стал крайне популярен, в том числе, возродилась его популярность в Бразилии.
Существует миф о якобы существовавшем на ламбаду запрете, из-за которого танец не исполнялся в Бразилии до появления хита Kaoma. Согласно этой теории, ламбада была запрещена из-за непристойных сексуальных движений. На самом деле, запрещён был близкий к ламбаде танец машише, в конце XIX — начале XX века. Ламбада как таковая в то время ещё не сформировалась, хотя позже унаследовала отдельные элементы машише.
Одним из первых советских исполнителей в жанре ламбады был известный композитор Владимир Мигуля. Его «Черноморская ламбада» стала лауреатом фестиваля Песня-90.
В Японии песню перепела исполнительница Акеми Иши, попав с ней на 11 место хит-парада.
Мелодия ламбады легла в основу песен Сергея Минаева «Лом-баба», Mr.Credo «Ламбада», Олега Газманова «Ламбада», группы «Сектор газа» «Минет», Анатолия Полотно «Острова», Дона Омара «Taboo», Дженнифер Лопес и Pitbull «On the Floor» («Ven a bailar»), Ваджихи Растагар «Ламбада». В семнадцатой серии «Ну, погоди!» ламбаду танцуют африканские зайцы.
Ламбаде посвящены такие художественные фильмы, как «Ламбада» (1990) и «Запретный танец» (1990).